# NSB 86 sorozat
Az NSB 86 sorozat egy dízelmotorvonat-sorozat volt. 1938 és 1954 között gyártotta a Strømmen. Összesen 38 motorkocsi és 31 pótkocsi készült. Az NSB 1996-ban selejtezte a sorozatot, azonban húsz motorkocsi megmenekült.